# Novi Slankamen
Novi Slankamen (srpski: Нови Сланкамен, mađarski: Újszalánkemén) je selo u Srijemu, u Vojvodini, Srbija.

## Zemljopisni položaj
Nalazi se na 139 m nadmorske visine, na 45° 7' 31" sjeverne zemljopisne širine i 20° 14' 22" istočne zemljopisne dužine, nedaleko starijeg naselja Starog Slankamena.

## Upravna organizacija
Pripada općini Inđija.

## Povijest
Osnovano je 1783. godine.

## Stanovništvo
Prema popisu stanovništva 1910. godine Novi Slankamen imao je 4137 stanovnika od toga kao materinji jezik hrvatski govorilo je 2450 stanovnika, srpski 836, njemački 673, slovački 164, mađarski 11, hebrejski 1 i ostali 2. Rimokatolika bilo je 3087 a pravoslavaca 837.
Prije srpske agresije na Hrvatsku, 1991. godine, u Novom Slankamenu živjelo je 65,60 % Hrvata.
U razdoblju od od 26. do 30. listopada 1992. godine, rimokatoličku župu Novi Slankamen napustilo je 1600 osoba, mahom Hrvata, bilo zbog protjerivanja ili silnih pritisaka, a odseljeni Hrvati otišli su u Hrvatsku. Tako danas (stanje početkom prosinca 2007.) u Novom Slankamenu Hrvati čine samo 20 % stanovništva.
Novi Slankamen danas (po stanju od 15. prosinca 2002.) daje 3 elektora u Hrvatsko nacionalno vijeće Republike Srbije.

## Hrvatske ustanove u Novom Slankamenu
- Hrvatsko kulturno-prosvjetno društvo "Stjepan Radić", osnovano 1902. HKPD "Stjepan Radić" iz Novog Slankamena je najstarija hrvatska kulturna udruga u Vojvodini. Sjedište mu se nalazi u zgradi Hrvatskoga doma.

## Nagrade
- 2007.: Nagrada za kulturu Najselo, Hrvatske matice iseljenika.[2][3]

## Vanjske poveznice
- Održana godišnja skupština HKPD-a "Stjepan Radić"[neaktivna poveznica]